# Canal Göta
Pour les articles homonymes, voir Göta.
Le canal Göta (Göta kanal en suédois) est un canal suédois construit au début du XIXe siècle. Il traverse le sud du pays, de Göteborg sur la côte occidentale, en empruntant le fleuve Göta älv et le canal de Trollhättan, puis à travers les grands lacs Vänern et Vättern, parallèlement au Motala Ström, jusqu'à Söderköping sur la mer Baltique.

## Géographie
Le canal est long de 190,5 km, parmi lesquels 87,3 km ont dû être creusés. Avec le canal de Trollhättan, il permet une traversée de 390 km à travers la Suède. 
L'industriel Christopher Polhem participa à la conception du mécanisme des écluses. Le canal fut officiellement ouvert le 26 septembre 1832. Construit seulement quelques dizaines d’années avant l’avènement du chemin de fer, le canal fut rapidement dépassé, et jamais adapté.
Pour aider à la construction du canal, un atelier de mécanique fut créé à Motala appelé Motala Verkstad (en). L’endroit est connu pour avoir été le berceau de l’industrie mécanique suédoise.

## Présentation
Le canal s'étend de la localité de Sjötorp sur la rive orientale du lac Vänern dans la province historique de Västergötland, via son point le plus haut le lac Viken (en), via le lac de Vättern, via le lac de Boren (en), via le lac de Roxen et se termine dans la baie de Slätbaken (pt) au niveau de la localité de Mem (sv) dans la région d'Östergötland après avoir traversé la ville de Söderköping.
Ce tronçon a au total 58 écluses. Celles de Tåtorp et Borensberg sont encore actionnées manuellement, le clip de verrouillage n'est normalement pas utilisé et le reste est automatisé.
Il y a aussi deux aqueducs le long du canal un à Ljungsbro et un à l'extérieur de Borensberg.
Le canal est parfois appelé « le Ruban bleu de la Suède ».
Au nord-ouest de Linköping, la suite d'écluses à Berg est une destination touristique et la plus grande attraction du Canal Göta.

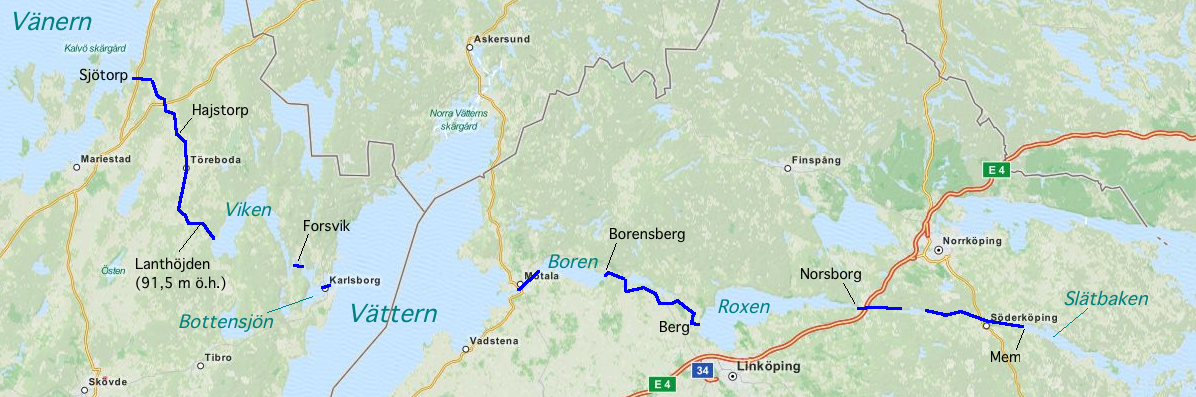
Le canal Göta.

## Histoire

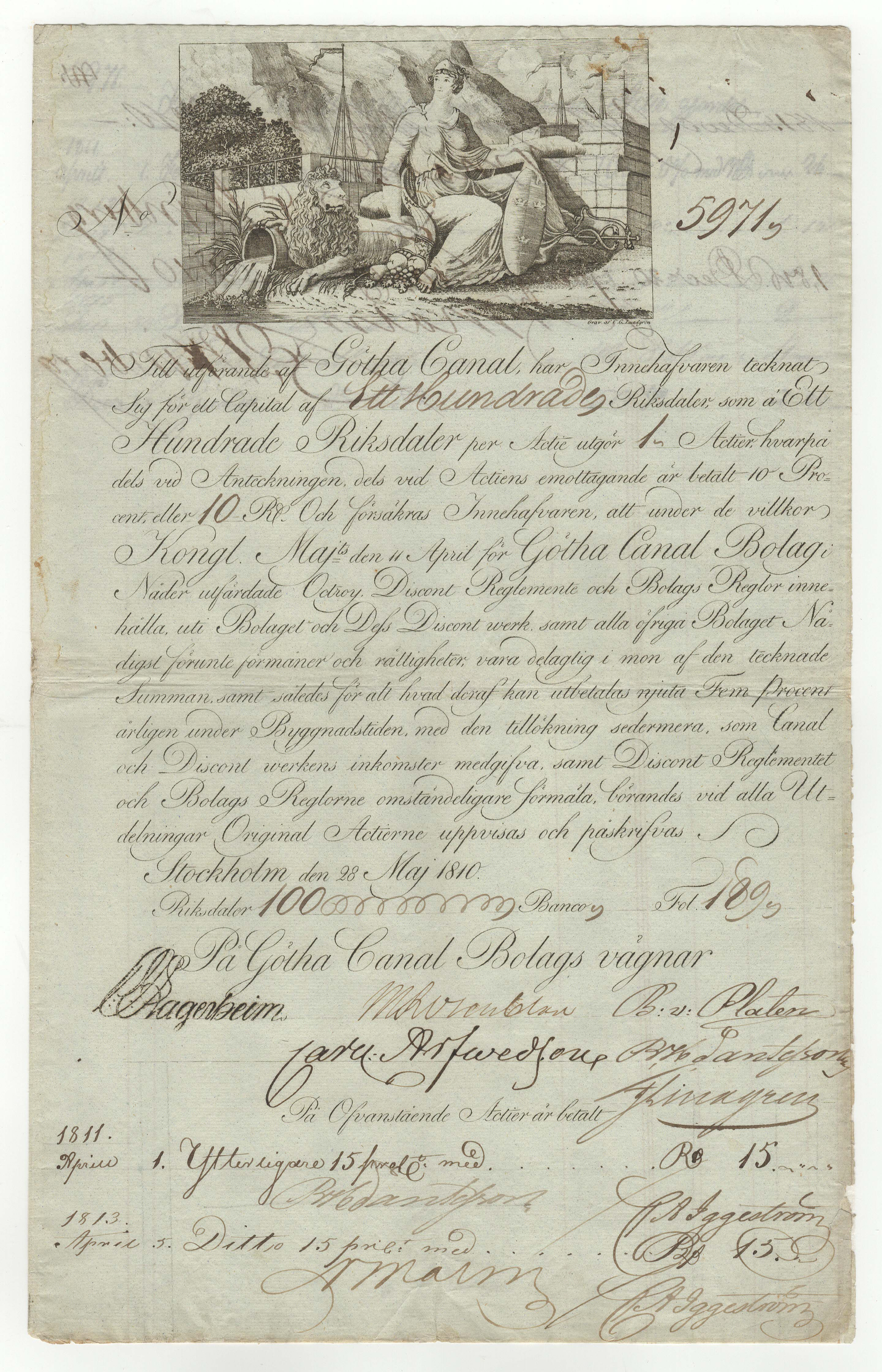
Action du canal Göta en date du 28 mai 1810.

L'évêque Hans Brask est le premier en 1525 à suggérer un canal entre les lacs Vänern et Vättern créant un lien direct entre la mer Baltique et le Cattégat. Cela a pour but d'éviter « les droits du Sund » et la « ligue hanséatique ».

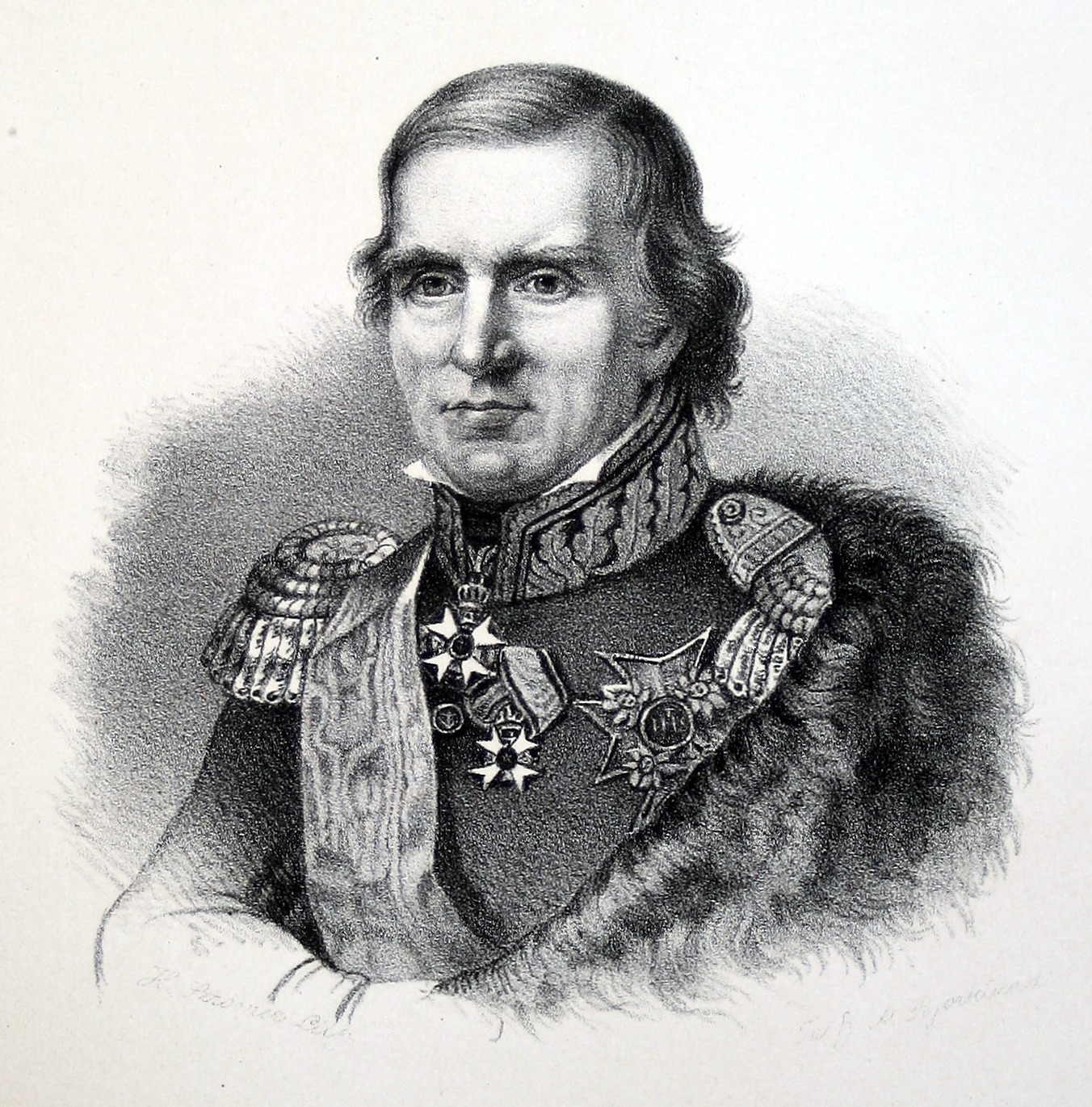
Baltzar von Platen (1766-1829).

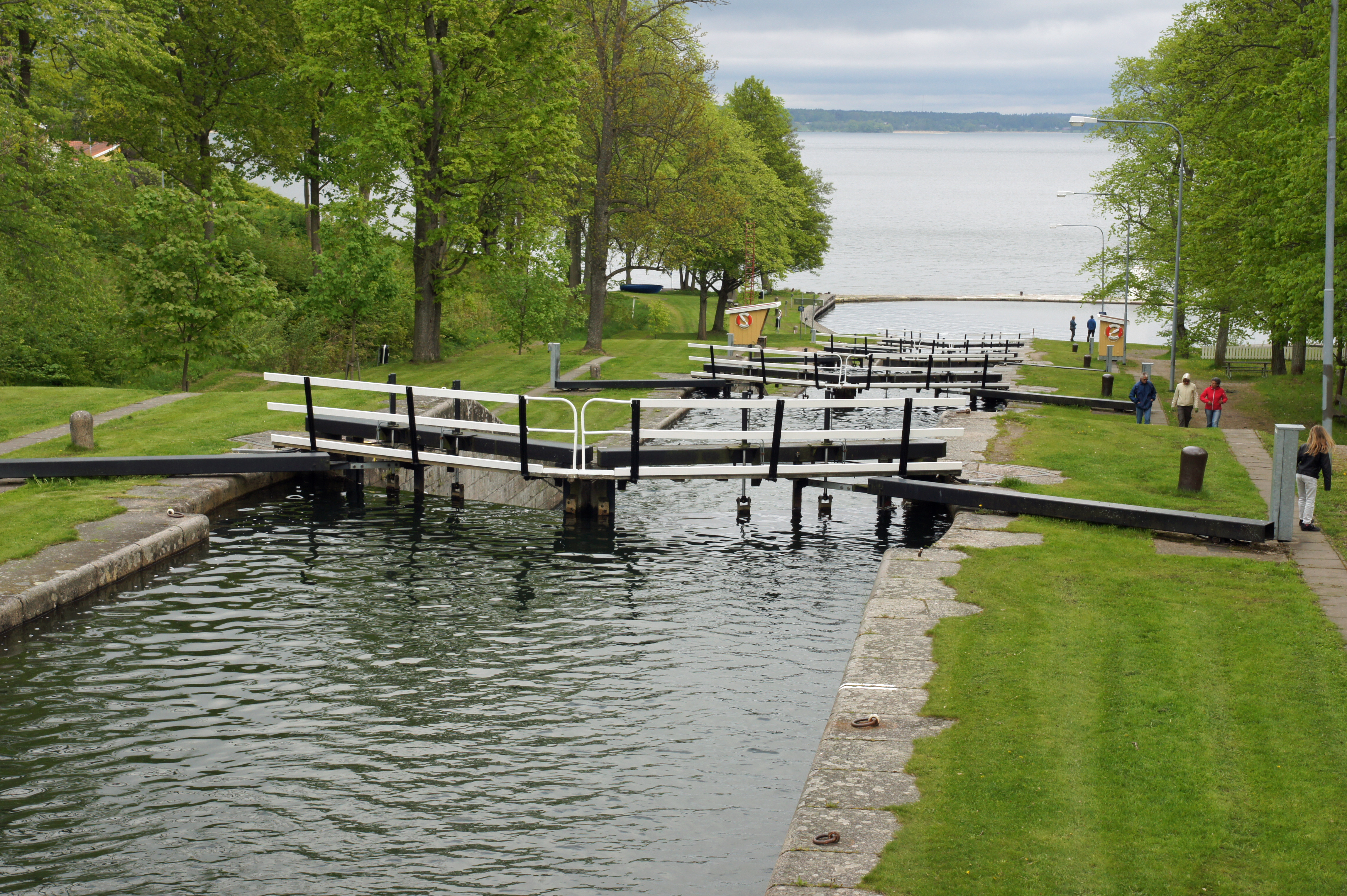
Les écluses de Borenshult, descente vers le lac Boren.

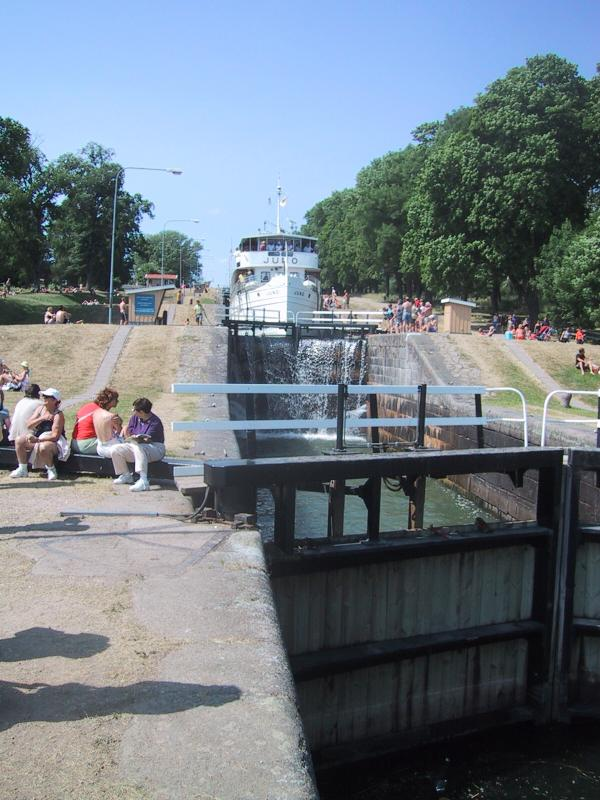
Les écluses de Berg, descente vers le lac Roxen.

L'architecte du projet fut Baltzar von Platen, qui travailla sur des plans développés auparavant à l’initiative du roi de Suède par l’ingénieur et architecte britannique Thomas Telford. Le 12 avril 1810, Baltzar von Platen reçut la permission de construire le canal. Au mois de mai 1810, les travaux débutèrent à Motala. Telford parcourut lui-même la Suède pour étudier certains des travaux de creusement qui devaient être effectués pour le projet.
Le canal a été conçu pour permettre aux navires de passer par la Suède. Pour d'éviter le détroit du Sund où les eaux danoises et de payer une taxe pour obtenir le passage entre le détroit de Cattégat et la mer Baltique[Quoi ?].
Le canal a été ouvert le 26 septembre 1832 pour un coût total de 9 millions de couronnes suédoises (anciennes couronnes). Environ 13,5 milliards de couronnes suédoises en 2005 avec l'inflation pour comparaison.
Notez qu'il est difficile de comparer la valeur monétaire de 1820 et d'aujourd'hui. Le PIB par habitant était beaucoup plus faible. C'est-à-dire que le même produit était beaucoup plus précieux que maintenant.
En pourcentage, le PIB du canal est extrêmement cher[Quoi ?]. 58000 soldats de 16 régiments différents travaillaient à creuser.
Une petite partie de la population composée de déserteurs russes qui avaient volontairement rejoint la Suède et de travailleurs du secteur privé. Cela a constitué un travail long de plus de 7 millions de jours avec ce canal. En sachant qu'une journée de travail durait 12 heures.
Le creusement du canal a été effectué principalement à la main avec des pelles en bois.

## Haltes

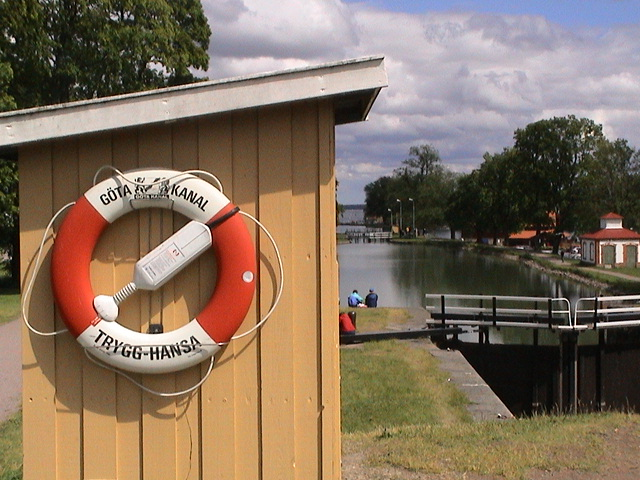
L'écluse du Göta Kanal à Linköping, dans le hameau de Berg.

Les haltes prévues durant un parcours complet sont : Göteborg, Göta älv, Lilla Edet, Trollhättan, Vänersborg, Vänern, Läckö, Årnäs, Mariestad, Tiveden, Sjötorp, Lyrestad, Norrkvarn, Töreboda, Wassbacken, Lanthöjden, Tåtorp, lac Viken (en), Unden, Forsvik, Rödesund, Karlsborg, Vättern, Vadstena, Motala,
Borenshult (sv), lac de Boren (en), Borensberg, Långkanalen, Berg, Roxen, Norsholm, Asplången, Klämman, Söderköping, Mem (sv), baie de Slätbaken (pt), mer Baltique, puis pour rejoindre Stockholm, le canal de Södertälje, lac Mälar, Hammarbyleden, Hammarbyslussen et Skeppsbron.